# Arthromyces
Arthromyces — рід грибів родини Lyophyllaceae. Назва вперше опублікована 2007 року.

## Класифікація
До роду Arthromyces відносять 2 види:
- Arthromyces claviformis
- Arthromyces matolae